# Embrice

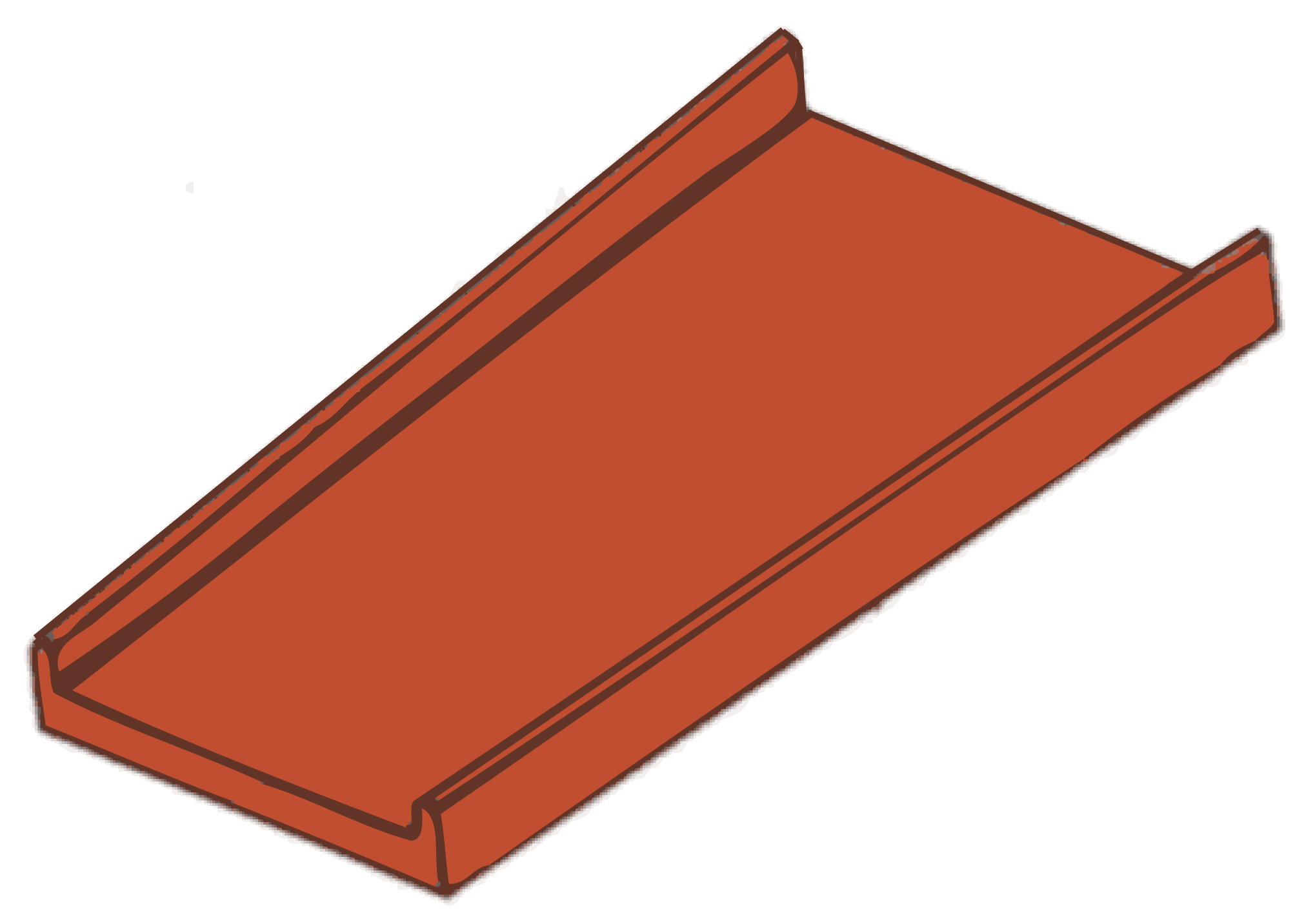
Disegno schematico di un embrice.

Embrice (sost. maschile, pron. émbrice) è un tipo di tegola in laterizio. Etimologicamente deriva dalla parola latina imbrex, collegata a sua volta a imber ovvero "pioggia".

## Storia e descrizione
Indica tegole di forma piana, usate fin dall'antichità per realizzare coperture inclinate di protezione per edifici. Quelle di produzione attuale hanno dimensioni 30 per 40 cm circa.
Nel 1681 lo storico dell'arte nonché artista Filippo Baldinucci fornì la seguente definizione: 
"Lastre di terra cotta, con le quali si coprono gli edifizi. Hanno da' lati una piccola sponda, la quale appunto su la commettitura dell'uno coll'altro, si copre con altre lastre pure di terra cotta torte a doccia, che i Toscani chiamano tegoli, o tegolini. Sono gli Embrici da una testa un poco più stretti, e dall'altra un poco più larghi, il che serve per poter sottoporre l'uno all'altro (...) nel fare i filari, perché scolino l'acqua piovana senza che possa penetrare per la copertura"

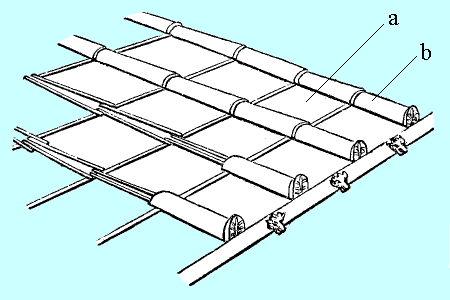
Embrice (a) e coppo (b)

L'embrice è dunque un tipo di tegola in laterizio, a forma di lastra trapezoidale ed i cui due orli sono rialzati.
L'embrice è tuttora largamente utilizzato, soprattutto per il ripristino o la sostituzione dei manti di copertura di edifici appartenenti al centro storico o comunque vecchi, anche in obbedienza ai regolamenti comunali che impongono il rispetto dei caratteri originari dell'edificio.
L'area di maggior diffusione è l'Italia centrale. 
L'embrice viene utilizzato, per la realizzazione di manti di copertura, soprattutto insieme al coppo in file alterne, disposizione che viene detta "alla romana" o "alla fiorentina". In effetti nell'area toscana tutti gli edifici storici sono coperti con coppi ed embrici.
Il manto di copertura costituito da soli embrici è poco frequente; a causa del peso elevato e della poca manutenzione era usato negli edifici pubblici più importanti. Si segnala in tal senso, a titolo di curiosità, la copertura dell'edificio della Sede dell'INAIL a Prato, opera risalente agli anni trenta.